# FIFA Mobile
FC Mobile este un joc video dezvoltat de compania EA Mobile și EA Canada și publicat de EA Sports pe platformele iOS și Android. 
Sezonul 1 din Fifa Mobile a fost lansat pe data de 11 octombrie 2016, pe iOS, Android și Microsoft Windows. A fost anunțat pe 16 august 2016 în timpul Gamescom.
FIFA Mobile, sezonul 2 a fost lansat în noiembrie 2017 pe platformele Android și IOS. 
Pe data de 7 noiembrie 2018, de la ora 19:10, a fost lansat sezonul 3 al jocului, cu multe îmbunătățiri ale acestuia.
Pe data de 18 septembrie 2019, a fost lansat sezonul 4 al jocului, FIFA Mobile. 
Pe data de 2 noiembrie 2020, de la ora 22:00, FIFA Mobile a lansat sezonul 5, care a adus numeroase îmbunătățiri la nivel de grafică și gameplay.

Pe data de 18 ianuarie 2022, de la ora 01:00 (ora României), FIFA Mobile a intrat în mentenanță pentru pregătirea noului sezon, sezonul 6. Acest sezon față de restul sezoanelor de până acum, va aduce o îmbunătățire serioasă graficii, cu un nou gameplay, comentator în timpul partidelor și schimbări în timpul meciurilor.
Pe data de 26 septembrie 2023, de la ora 03:00 (ora României), FIFA Mobile a intrat în mentenanță pentru pregătirea noului sezon, sezonul 7.
Acest sezon a adus numeroase modificări mai ales și numele jocului din FIFA Mobile în FC Mobile dupa multi ani de colaborare între EA Sports și FIFA.

## Gameplay
Jocul introduce un nou „mod de atac” în care jucătorii joacă cea mai mare parte etapele ofensive ale unui meci. De asemenea, trebuie să apere contra-atacurile opoziției. Modul atac are un multiplayer asincron pe viraj. Jocul include și Evenimente Live tematice pe evenimente recente din lumea reală, precum și mini-jocuri bazate pe abilități cum ar fi fotografiere, trecere, dribling și goalkeeping.

## Dezvoltare și lansare
EA a anunțat jocul pe 16 august 2016 în timpul expoziției Gamescom 2016, iar jocul a fost lansat oficial pe 11 octombrie 2016 pe iOS, Android și Windows 10.